# 2-ге крило тактичної авіації (Польща)
2-ге крило тактичної авіації (пол. 2 Skrzydło Lotnictwa Taktycznego (2 SLT)) — тактичне з'єднання Повітряних сил Польщі.
Створена на підставі наказу Міністра національної оборони від 24 листопада 1997 року як 2-а бригада тактичної авіації (2-а БЛТ). У 1998 році до його складу входив 7-й бомбардувально-розвідувальний полк (7-й ПЛБ-р) і був підпорядкований 3-му корпусу протиповітряної оборони.
Озброєний літаками F-16.
З 1 січня 2014 року в результаті реформування структур управління підрозділ підпорядковується Головному командуванню Збройних Сил.

## Завдання
- заходи боротьби з повітряним нападом;
- знищення цілей на землі та в повітрі;
- руйнування наземних і морських об'єктів;
- знищення сил підтримки противника та колон;
- охорона конвоїв і військово-морських баз;
- захист промислових центрів, адміністративних та інших об'єктів від повітряного нападу;
- участь в миротворчих операціях;
- повітряна розвідка:
  - розвідка поля бою;
- підтримка діяльності Сухопутних військ і ВМС;
- ведення діяльності в національній системі протиповітряної оборони та НАТО (NATINADS)
- забезпечення роботи підлеглих підрозділів;
- прийом та забезпечення (в межах HNS) перебування та діяльності об’єднаних сил.

## Підпорядковані з'єднання
- 7-й бомбардувально-розвідувальний авіаційний полк[pl] — у період з 22 жовтня 1998 р. по 21 січня 2000 р.
- 31-ша авіабаза[pl] в Познані-Кшесіні — у період з липня 2005 р. по 1 квітня 2008 р.
- 32-га тактична авіабаза в Лаську — з липня 2005 року
- 3-тя ескадрилья тактичної авіації[pl] в Познані-Кшесіні — у період 1998—2008 рр.
- 6-та ескадрилья тактичної авіації[pl] в Познані-Кшесіні — у період з 31 грудня 2000 р. по 1 квітня 2008 р.
- 10-та ескадрилья тактичної авіації[pl] в Лаську — до 30 червня 2010 р.
- 16-й ремонтний батальйон[pl] м. Яроцин

## Командири
- 1 жовтня 1998 р. - 18 травня 2000 р. - полковник Зенон Смутняк
- 19 травня 2000 — 10 вересня 2001 — підполковник Яцек Бартоще
- 11 вересня 2001 - 20 лютого 2003 - полковник Ян Слівка
- 21 лютого 2003 р. - 14 липня 2005 р. - полковник Анатоль Чабан
- 15 липня 2005 — 12 лютого 2007 — бригадний генерал Анджей Бласік
- 13 лютого 2007 р. – 31 грудня 2013 р. – бригадний генерал Włodzimierz Usarek
- 01.01.2014 – 8.12.2016 – бригадний генерал Даріуш Маліновський
- 09.12.2016 - 31.07.2018 - бригадний генерал Яцек Пщола
- 31 липня 2018 - 20 грудня 2021[3] - бригадний генерал. піл. Іренеуш Новак
- 21 грудня 2021 р. - 31 січня 2022 р. - полковник Томаш Ятчак
- від 1 лютого 2022 р.[4] - полковник Томаш Ятчак